# Timbuka meridiana
Timbuka meridiana är en spindelart som först beskrevs av Ludwig Carl Christian Koch 1866.  Timbuka meridiana ingår i släktet Timbuka och familjen spökspindlar.
Artens utbredningsområde är Colombia. Inga underarter finns listade i Catalogue of Life.